# Мокины
Мокины — деревня в Слободском районе Кировской области в составе Ленинского сельского поселения.

## География
Находится на правом берегу Вятки на расстоянии примерно 5 км на восток-юго-восток от поселка Вахруши.

## История
Известна с 1762 года как деревня Семеновская  с 11 жителями. В 1873 году в деревне Семеновская (Мокины) учтено дворов 5 и жителей 30, в 1905 10 и 54, в 1926 10 и 49, в 1950 9 и 34. В 1989 году оставалось 2 жителя. Нынешнее название закрепилось с 1939 года.

## Население
Постоянное население  составляло 1 человек (русские 100%) в 2002 году, 6 в 2010.